# Klavaminat sintaza
Klavaminat sintaza (EC 1.14.11.21, klavaminatna sintaza 2, sintaza klavaminske kiseline) je enzim sa sistematskim imenom dezoksiamidinoproklavaminat,2-oksoglutarat:kiseonik oksidoreduktaza (3-hidroksilacija). Ovaj enzim katalizuje sledeću hemijsku reakciju
(1) dezoksiamidinoproklavaminat + 2-oksoglutarat + O2 {\displaystyle \rightleftharpoons } amidinoproklavaminat + sukcinat + 2
(2) proklavaminat + 2-oksoglutarat + O2 {\displaystyle \rightleftharpoons } dihidroklavaminat + sukcinat + 2 +2O
(3) dihidroklavaminat + 2-oksoglutarat + O2 {\displaystyle \rightleftharpoons } klavaminat + sukcinat + 2 +2O
Ovaj enzim sadrži gvožđe nevezano za hem. On katalizuje tri zasebne oksidativne reakcije u biositezi beta-laktamaznog inhibitora klavulanata kod Streptomyces clavuligerus.

## Literatura
- Nicholas C. Price; Lewis Stevens (1999). Fundamentals of Enzymology: The Cell and Molecular Biology of Catalytic Proteins (Third изд.). USA: Oxford University Press. ISBN 019850229X.
- Eric J. Toone (2006). Advances in Enzymology and Related Areas of Molecular Biology, Protein Evolution (Volume 75 изд.). Wiley-Interscience. ISBN 0471205036.
- Branden C; Tooze J. Introduction to Protein Structure. New York, NY: Garland Publishing. ISBN 0-8153-2305-0.
- Irwin H. Segel. Enzyme Kinetics: Behavior and Analysis of Rapid Equilibrium and Steady-State Enzyme Systems (Book 44 изд.). Wiley Classics Library. ISBN 0471303097.

## Spoljašnje veze
- Clavaminate+synthase на 